# Leonidas vid Thermopyle
Leonidas vid Thermopyle (franska: Léonidas aux Thermopyles) är en oljemålning av den franske konstnären Jacques-Louis David från 1814. Den är utställd på Louvren i Paris.
Målningen skildrar kung Leonidas I av Sparta inför slaget vid Thermopyle 480 f.Kr. som var en del av de persiska krigen. Leonidas och hans 300 spartiater hade tagit ställning i det smala bergspasset vid Thermopyle. Efter att en förrädare avslöjat en väg över bergen för den persiska storkonungen Xerxes I nedgjordes de numerärt underlägsna grekerna under Leonidas till sista man. Deras modiga självuppoffring gav dock den grekiska hären möjlighet att omgruppera sig så att den senare kunde besegra den persiska invasionsarmén. 
David var nyklassicismen främste förmedlare i Frankrike alltsedan han ställde ut Horatiernas ed på Parissalongen 1785. Hans verk avbildade ofta motiv från antikens Grekland och Rom. David började arbeta på Leonidas vid Thermopyle redan 1798, samtidigt som han målade Sabinskorna. Det dröjde dock flera år, till 1814, innan David slutförde målningen. Vid den tidpunkten var Napoleons Frankrike omringat av stora allierade invasionsarméer vars framryckning slutligen ledde till det franska kejsardömets fall. Trots att David tvingades i en livslång landsflykt efter Napoleons fall inköptes tavlan tillsammans med Sabinskorna av Frankrikes nye kung Ludvig XVIII 1819. 